# 八沢木駅
八沢木駅（やさわぎえき）は、秋田県平鹿郡大森町上溝（開業時は旧・平鹿郡八沢木村上溝、現・横手市大森町上溝）にあった羽後交通横荘線（旧・横荘鉄道）の駅（廃駅）である。横荘線の部分廃線に伴い1966年（昭和41年）6月15日に廃駅となった。

## 歴史
- 1928年（昭和3年）11月1日：横荘鉄道羽後大森駅 - 二井山駅間延伸開通に伴い開業[1][2][3][4]。一般駅[4]。
- 1944年（昭和19年）6月1日：鉄道会社名を羽後鉄道に改称。路線名を横荘線に制定。それに伴い羽後鉄道横荘線の駅となる[1][2][5]。
- 1946年（昭和21年）夏：国鉄から借入のC12形蒸気機関車C12 229号機牽引の老方駅発試運転列車が浮蓋駅発車後に過速暴走、当駅手前で停車する[6]。
- 1947年（昭和22年）7月23日：豪雨による路盤および橋脚損壊により横荘線全区間運休、当駅も営業休止となる[3][7]。
- 1948年（昭和23年）11月8日：運休区間（舘合駅 - 老方駅間）が復旧、当駅も営業再開となる[3][7]。
- 1952年（昭和27年）2月15日：鉄道会社名を羽後交通に改称。それに伴い羽後交通横荘線の駅となる[1][2][3][5]。
- 1965年（昭和40年）
  - 7月9日：水害による雄物川橋梁橋脚洗掘により舘合駅 - 二井山駅間運休、当駅も営業休止となる[8][3]。
  - 10月21日：舘合駅 - 二井山駅間が正式に営業休止となり、当駅も休止駅となる[3]。
- 1966年（昭和41年）6月15日：舘合駅 - 二井山駅間部分廃線に伴い廃止となる[1][2][3][5]。

## 駅構造
廃止時点で、単式ホーム1面1線を有する地上駅であった。ホームは線路の北西側（老方方面に向かって右手側）に存在した。そのほか側線として、本線横手方西に分岐し駅舎東側に至る行き止りの側線を1線と、本線老方方から東に分岐しモーム南側に至る行き止りの側線を1線有していた。
職員配置駅となっていた。駅舎は構内の北西側に位置し、ホーム北側部分に接していた。

## 駅周辺
旧・八沢木村の中心部から遠い、村域の南側をかすめたような場所に位置した。
- 秋田県道29号横手大森大内線 - 現在の状況。
- 秋田県道164号二井山大森線 - 現在の状況。

## 駅跡
2007年（平成19年）5月時点では羽後交通バスの折返場となっていた。

## 隣の駅
羽後交通
横荘線
羽後大森駅 - 八沢木駅 - 二井山駅
かつて羽後大森駅と当駅との間に上溝駅が存在した（1931年（昭和6年）8月21日開業、廃止年月日不詳（1964年（昭和39年）以前））。